# Jugoslovanski dinar
Jugoslovanski dinar (DIN, YUD) je bila valuta predvojne Kraljevine Jugoslavije, povojne Socialistične federativne republike Jugoslavije in Zvezne republike Jugoslavije. Jugoslovanski dinar je bil leta 2003 v Srbiji zamenjan s srbskim dinarjem, v Črni gori pa z evrom. V Sloveniji ga je ob osamosvojitvi leta 1991 zamenjal slovenski tolar. Oznaka valute je bila YUD, manjše enote pa pare, kjer je 1 dinar ustrezal 100 param. Valuto je v času razpada Jugoslavije zaznamovala izjemna hiperinflacija.
Po sv. Juriju, ki je v času Kraljevine Jugoslavije bil upodobljen na bankovcu za 1000 dinarjev, je izšla beseda »jur«, ki v pogovorni slovenščini še danes označuje tisoč enot katerekoli valute.
V obdobju povojne Jugoslavije je bil dinar dvakrat denominiran. Leta 1965 je bila valuta denoniminirana za stokrat manj. To se je obdržalo vse do pričetka leta 1990, ko je prišlo do nove denominacije: zaradi hiperinflacije razvrednoten dinar so denominirali za desettisočkrat. Takrat so izdali bankovec z največ natisnjenimi ničlami (500.000.000.000 dinarjev).

## Galerija
- Bankovec za 1000 dinarjev – pogovorno »jur«, izdan leta 1920, z upodobitvijo svetega Jurija
- Bankovec za miljon dinarjev iz leta 1989 - reverz.
- Jugoslovanski dinar iz 1955 in 1963 - averz
- Jugoslovanski dinar iz 1955 in 1963 - reverz